# Johnny Piechnik
Johnny Piechnik, danski rokometaš, * 10. november 1951, København, † 7. avgust 2006, København.
Leta 1976 je na poletnih olimpijskih igrah v Montrealu v sestavi danske rokometne reprezentance osvojil osmo mesto.